# José María García Maldonado

Bischofswappen von José María García Maldonado

José María García Maldonado (* 24. März 1979 in San Julián, Jalisco, Mexiko) ist ein mexikanisch-US-amerikanischer römisch-katholischer Geistlicher und Weihbischof in Chicago.

## Leben
José María García Maldonado besuchte die Grundschule und die weiterführende Schule in San Julián sowie ab 1994 das Kleine Seminar des Bistums San Juan de los Lagos. Danach absolvierte er ein theologisches Propädeutikum in Arandas und studierte im Anschluss Philosophie am Priesterseminar Inmaculada Concepción de Nuestra Señora in San Juan de los Lagos. Im August 2001 emigrierte García Maldonado in die USA und arbeitete anschließend ein Jahr in einer Fabrik in Des Plaines. Nachdem er von August 2002 bis 2003 das Casa Jesus Program des Erzbistums Chicago absolviert hatte, studierte er Katholische Theologie am Mundelein Seminary in Mundelein. Dort erwarb er 2007 einen Master of Divinity. Am 17. Mai 2008 empfing er in der Pfarrkirche Saint Juliana in Chicago durch den Erzbischof von Chicago, Francis Kardinal George OMI, das Sakrament der Priesterweihe für das Erzbistum Chicago.
Nach der Priesterweihe war García Maldonado zunächst als Pfarrvikar der Pfarrei Saint Sylvester in Chicago tätig, bevor er Direktor des Our Lady of Guadalupe Shrine in Des Plaines und Dozent am Saint Joseph College Seminary wurde. 2010 war er zudem für die Berufungspastoral am Saint Joseph College Seminary verantwortlich. Von 2012 bis 2021 war er Pfarrer der Pfarrei Good Shepherd in Chicago. 2018 war er zusätzlich Pfarradministrator der Pfarrei Our Lady of Tepeyac. Darüber hinaus gehörte er von 2014 bis 2021 dem Priesterrat und dem Konsultorenkollegium des Erzbistums Chicago an. Ab 2021 wirkte García Maldonado als Pfarrer der Pfarrei San José Sánchez del Río in Chicago. Daneben fungierte er als Dechant des Dekanats C im Vikariat IV (2021–2023) und des Dekanats A im Vikariat IV (2023).
Am 20. Dezember 2024 ernannte ihn Papst Franziskus zum Titularbischof von Fallaba und zum Weihbischof in Chicago. Der Erzbischof von Chicago, Blase Joseph Kardinal Cupich, spendete ihm und den mit ihm ernannten Weihbischöfen Timothy O’Malley, Lawrence Sullivan, Robert Fedek und John Siemianowski am 26. Februar 2025 in der Kathedrale Holy Name in Chicago die Bischofsweihe; Mitkonsekratoren waren der Erzbischof von Milwaukee, Jeffrey Grob, und der Erzbischof von Cincinnati, Robert Casey. García Maldonado wählte den Wahlspruch Jesu Cristo mi defensa y remedio („Jesus Christus mein Schutz und mein Heilmittel“). Als Weihbischof ist er zudem Bischofsvikar für das Vikariat IV.